# 似野結魚
似野結魚（學名：Tor tambroides），又名馬來亞結魚，是一個原生於東南亞的鯉科結魚屬的物种。在台灣及新馬等地俗稱「忘不了」，是一種貴價食材。

## 分佈
本物種廣泛見於东南亚，其分佈範圍從泰国的昭拍耶河及湄公河河谷到印尼大巽他群岛。有報告指在缅甸亦見本物種的踪影。

## 生態
本物種是一種雜食動物，一般棲息於森林中的小溪流。當這些小溪流泛濫時，有時會將森林裡的有毒果實沖到溪流，這些果實亦為本物種所食用，使這期間的魚肉不適合食用。
幼魚會在雨季遷移向下游；兩個月後，成長了的成魚會在旱季返回上游，在上游產卵。

## 保育狀況
儘管本物種現時在國際自然保護聯盟由於數據不足而未有保育狀態，但過度漁獵相信已對本物種的野生數目有影響。
「忘不了」在馬來西亞國內是最昂貴的食用魚，已知最昂貴的可售至1800馬來西亞令吉每千克，而賣往新加坡的話，售價更會高得多。所以現時已有養魚場嘗試養殖「忘不了」，期望可降低本物種的售價。

## 經濟利用
本種產於砂勞越林夢拉讓江上流、加帛、巴當埃依水庫（Batang Ai）及巴南河（Baram）上游，東馬當地俗稱“Empurau”或“忘不了”，而西馬與之相近之“紅吉羅”（kelah merah) ，"吉羅魚"等實為学名Tor tambra之野结鱼。其肉質鮮美帶有特殊果香（此魚以風車果為食也因此使其肉質細緻和芳香），因此在當地有著淡水魚裡「河中皇」的美稱。而於當地語之相似物種有同屬的近幾年來經媒體不斷報導，因此業者便從砂勞越原產地傳入半島，但價格在大馬當地仍比起其他名貴海魚類如老鼠斑、蘇眉等貴出1至2倍價格。然而，該物種之野生族群卻也因大馬地區森林之過度開發、集水區被清除、非法捕撈、生態水域破壞、環境污染及過度捕捉而對該物種之生息造成極大傷害，也因此大馬高等學府及非政府組織開始保護水域天然資源運動，進行了「社區領養」計畫拯救其瀕臨絕種之命運，此外砂勞越內陸漁業局以及沙巴漁業局亦分別在沙巴及砂勞越各河流域資助居民擔負起保護河川生態與繁殖計畫。

## 外部連結
- Empurau – king of the river（页面存档备份，存于）